# Sam Hughes

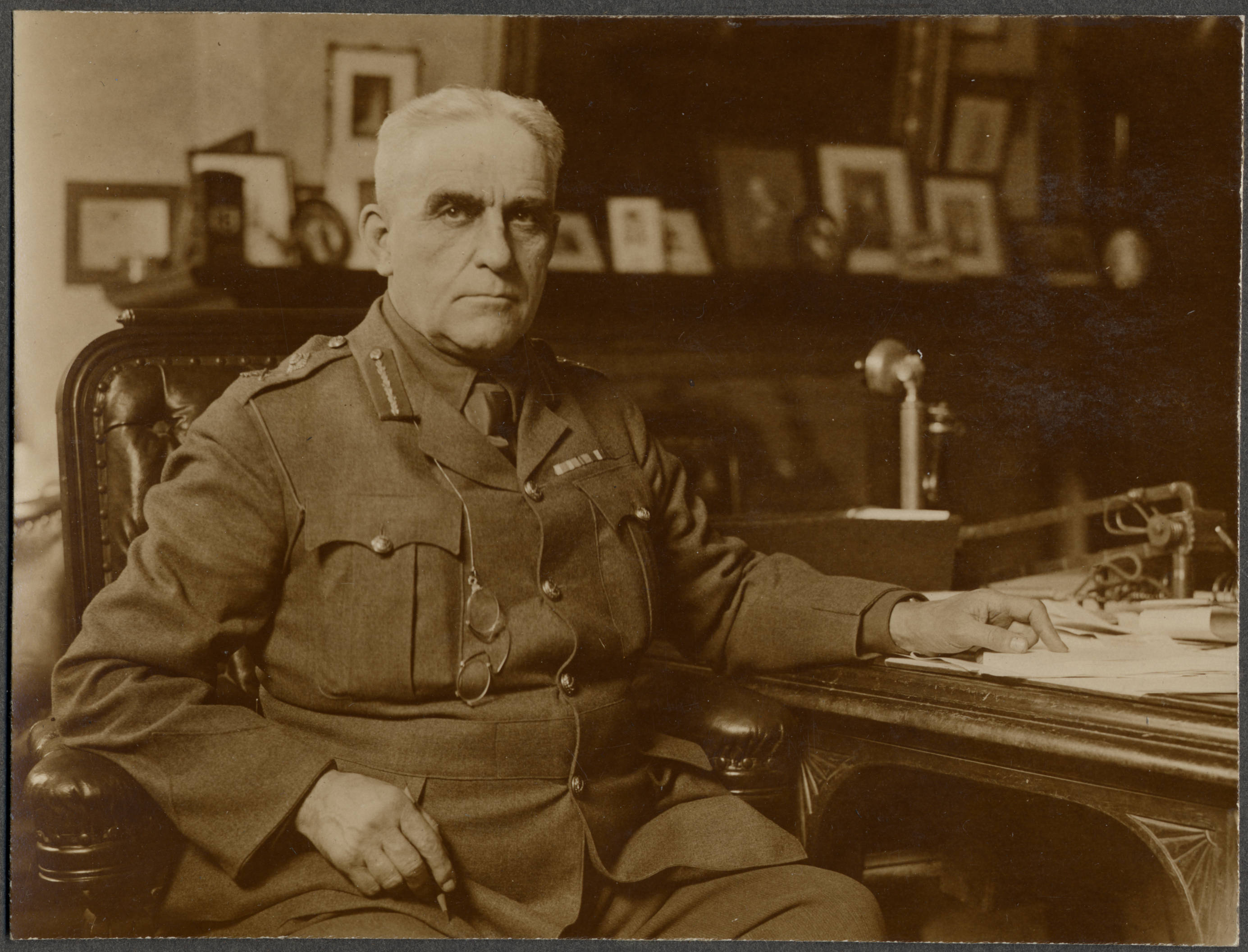
Sam Hughes, 1914

Sir Samuel Hughes KCB, PC (* 8. Januar 1853 in Clarington, Canada West [heute Ontario]; † 24. August 1921 in Lindsay, Ontario) war ein kanadischer Miliz-General und Politiker der Konservativen Partei, der von 1911 bis zu seiner Entlassung 1916 als kanadischer Minister für die Miliz und für Verteidigung im ersten Kabinett Borden amtierte.

## Leben
Hughes war der Sohn eines in den 1840ern aus Irland emigrierten Vaters, der seinen Lebensunterhalt als Landwirt und Lehrer verdiente und die Tochter eines in Kanada stationierten britischen Artillerieoffiziers geheiratet hatte. Die Familie hatte vier Söhne, von denen Samuel der drittälteste war, und sieben Töchter. Sam besuchte in Durham die Schule und wurde auch zu Hause unterrichtet, wobei er besonderes Interesse am Lesen von Reiseberichten und Schilderungen militärischer Kampagnen zeigte. Als Heranwachsender begeisterte er sich auch für Sport, Fischen und die Jagd. Ab dem 16. Lebensjahr besuchte er die Toronto Normal School, um für den Beruf des Lehrers ausgebildet zu werden. 1872 heiratete er seine erste Frau, die Tochter eines Farmers. In dieser Zeit arbeitete er als Eisenbahnarbeiter in Wisconsin, USA. Nach dem frühen Tod seiner Frau kehrte er nach Kanada zurück und heiratete 1875 erneut, diesmal die Tochter eines finanziell gutsituierten Farmers und liberalen MPs für den Wahlkreis Durham West. Die junge Familie zog nach Toronto, wo einer von Sams Brüdern Schulinspektor war. Nach einer kurzen Anstellung in einer Anwaltskanzlei nahm Hughes eine Stelle am Toronto Collegiate Institute an, wo er Geschichte und Englisch unterrichtete. Er belegte in dieser Zeit Kurse an der University of Toronto, um sich in Geschichte und modernen Sprachen weiterzubilden und ein Zertifikat für den Einsatz als Schulinspektor zu erwerben. Hughes war seit 1866 Mitglied der kanadischen Miliz und erreichte bis 1878 den Rang eines Captain.
Im Jahre 1885 gab den Lehrerberuf auf und erwarb eine Zeitung, den Victoria Warder, eine in Lindsay erscheinende Tageszeitung mit konservativer Ausrichtung. Er genoss das Vertrauen der konservativen Regierung von John Macdonald, die er als Chefredakteur und Herausgeber tatkräftig unterstützte. In dieser Zeit gründete er die Victoria County Rifle Association und wurde Mitglied der lokalen Handelskammer, einer Freimaurerloge, der Oddfellows sowie des Oranier-Ordens. 1888 gehörte er der dem Provinz-Organisationskomitee der Imperial Federation League an, die sich für eine enge Bindung Kanadas ans britische Mutterland einsetzte. In seiner Zeitung vertrat der vom Presbyterianismus zum Methodismus konvertierte Hughes imperialen Zentralismus und strikten Abolitionismus.
1891 trat er im Wahlkreis Victoria North gegen den liberalen Kandidaten John Barron erstmals zu einer Unterhauswahl an, verlor aber deutlich. Hughes ließ sich davon aber nicht beeindrucken und erreichte per Petition eine Nachwahl, die er Anfang 1892 gegen Barron gewann. Er behielt seinen Parlamentssitz bis 1921. Er zählte anfangs zu den Hinterbänklern seiner Partei, machte aber schon früh durch Redebeiträge auf sich aufmerksam. Darin ging es etwa um die Abwehr des Versuchs, ein katholisches Separatschulsystem in Manitoba einzuführen (Manitoba-Schulfrage), daneben um Verteidigungsfragen, wobei er sich klar gegen die permanente Miliz positionierte. 1894 lieferte er sich eine vielbeachtete Fehde mit dem Kommandanten der kanadischen Miliz, Ivor Herbert. Er unterstützte den Premierminister John Thompson, war aber wenig begeistert über dessen Vorgänger John Abbott oder Nachfolger Mackenzie Bowell und begrüßte die Rückkehr Charles Tuppers, der die Tories in der Unterhauswahl 1896 führte. Die Konservativen verloren die Wahl klar nach Sitzen, wenn auch nicht im Volksvotum, und Hughes konnte seinen Sitz nur relativ knapp behaupten. In der Folgezeit litt der Warder unter einem Rückgang der Anzeigeneinnahmen und Hughes gab das Zeitungsgeschäft 1898 komplett auf, um seine Schulden zu begleichen. Er fand Trost in seiner Milizkarriere, die ihm 1897 die Beförderung zum Lieutenant Colonel und den Befehl über das 45th Battalion gebracht hatte. Erst Jahre später gelang ihm über Anteile an Ölkonzernen wieder ein finanzieller Aufstieg.
Beim Ausbruch des Zweiten Burenkrieges in Südafrika 1899 schrieb Hughes an den britischen Kolonialminister Joseph Chamberlain und den kanadischen Verteidigungsminister Frederick William Borden, um sich für einen Kommandoposten anzubieten. Er überging dabei bewusst den Chef der Miliz, den britischen Major-General Edward Hutton. Als die Regierung ein Kontingent unter William Dillon Otter aufstellte, wurde Hughes seinerseits wegen seiner Unberechenbarkeit und mangelnder Qualifikation übergangen und ging als Zivilist nach Südafrika. Er erhielt dank seiner guten Beziehungen zu britischen Kreisen ein Kommando als Führer einer irregulären Formation, die unter Lieutenant-General Charles Warren eingesetzt wurde. Er verhielt sich in Südafrika nach kleineren Erfolgen sehr prahlerisch und äußerte sich zugleich abfällig über die britischen Kommandanten, sodass er bald nach Hause zurückgeschickt wurde. Er war unter anderem der festen Ansicht, dass ihm ein Victoria-Kreuz vorenthalten worden war. Die Episode verhärtete seine Abneigung gegen das professionelle Militär, sei es kanadisch oder britisch.

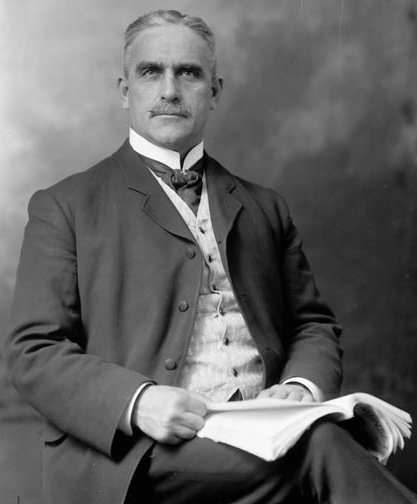
Hughes im Jahre 1905

In Kanada hatte inzwischen der noch relativ unerfahrene Robert Borden die Führung der Konservativen Partei übernommen. Dieser brauchte erfahrene Männer wie Hughes, und die beiden verband trotz ihr er unterschiedlichen Ausrichtung bald eine gegenseitige Anerkennung, insbesondere nachdem Hughes Borden 1904 nach einer persönlichen Niederlage zu einem neuen Sitz verhalf. In der Unterhauswahl 1911 konnte Bordens Partei die Liberalen des langjährigen Premiers Wilfrid Laurier deutlich besiegen und Hughes, der durch alle Krisen hindurch stets loyal zu Borden gestanden hatte, wurde zum Miliz- und Verteidigungsminister ernannt, jedoch nicht, ohne dass sich Borden bei ihm zuvor über seine ungestüme Taktlosigkeit bei der Einforderung des Postens beschwert hatte. Ab 1912 suchte Hughes im Militia Council, obwohl dies den Statuten der Miliz widersprach, seine Ernennung zum Major-General durchzusetzen, was ihm erst 1914 gelang. Er drang auch erfolgreich auf eine Erweiterung der Non-Permanent Active Militia und der militärischen Einrichtungen, ohne dies durch geeignete Maßnahmen zur Heranbildung von Offiziersnachwuchs zu begleiten. Im Jahr 1914 betrug der Verteidigungshaushalt nahezu das Doppelte des Wertes zum Zeitpunkt seiner Amtsübernahme. Im Amt zeichnete sich Hughes durch seine rücksichtslose Patronage ihm nahestehender Offizieller, Eigenwilligkeiten und Angst vor gegen ihn gerichteten Intrigen aus.

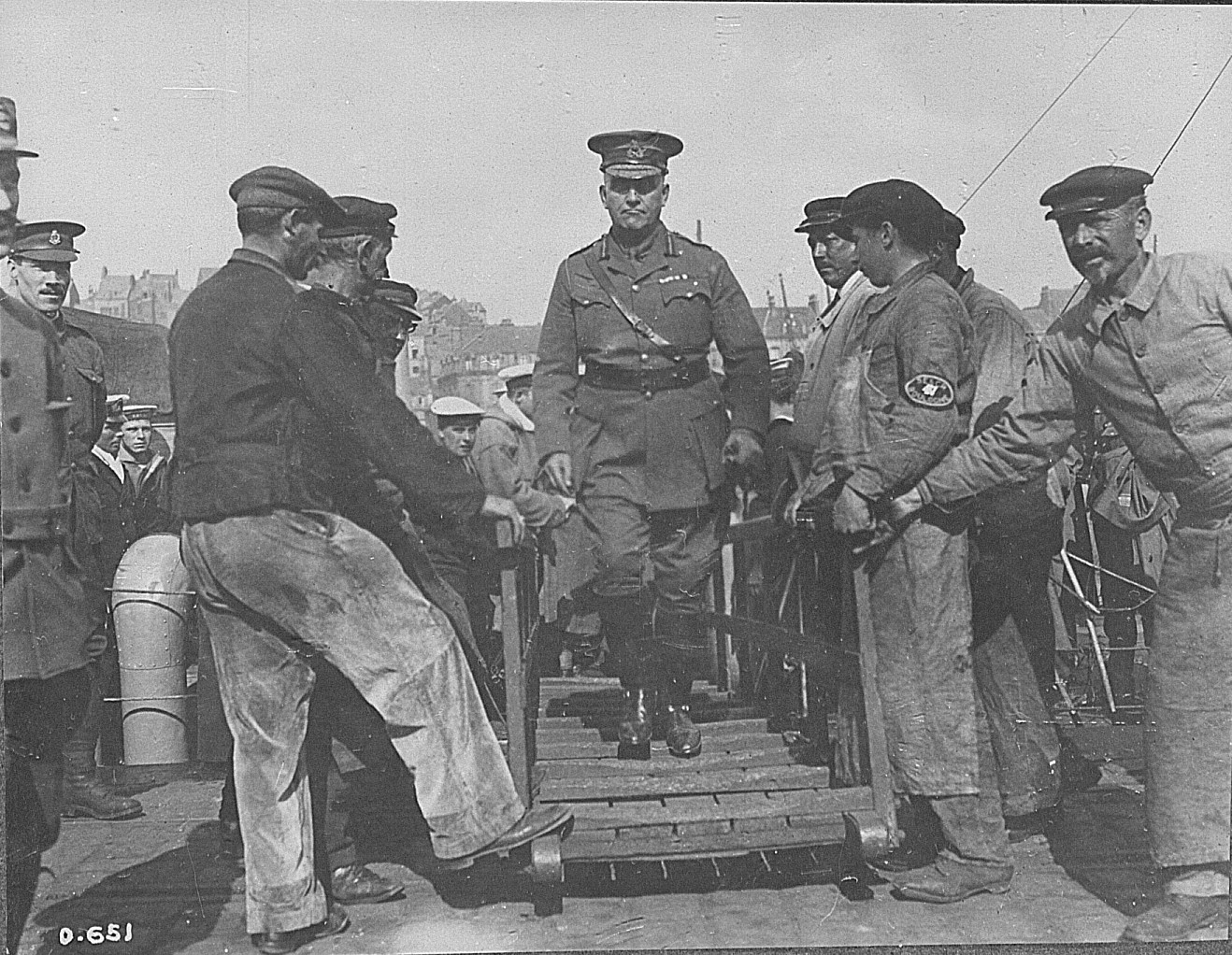
Hughes bei einem Frontbesuch im August 1916

Im Ersten Weltkrieg organisierte Hughes 1914 die Aufstellung des ersten Kontingents der Canadian Expeditionary Force, das noch im August in Valcartier versammelt wurde, und reiste persönlich nach England, um den designierten Kommandeur der CEF, den britischen General Edwin Alderson, zu treffen. Dabei installierte er zur Beobachtung Aldersons seinen engen Mitarbeiter John Wallace Carson in dessen Umgebung. Er griff durch persönliche Ernennungen tief in die Befehlsstruktur der CEF ein, was sich meist nicht vorteilhaft für die Truppe auswirken sollte. In Kanada verlief währenddessen die Rekrutierung von Freiwilligen kontinuierlich und vergleichsweise störungsfrei weiter, sodass bis Anfang 1916 ein Heer von 500.000 Mann entstand. Erst danach sank der Erfolg der Rekrutierungskampagne stark ab. Hughes war während des Krieges viel auf Reisen und hielt sich etwa ein Drittel der Zeit außer Landes auf. In Kanada besuchte er regelmäßig Ausbildungslager und trat bei öffentlichen Anlässen im ganzen Land auf. Bei einem Aufenthalt im Mutterland wurde ihm im August 1915 auf Empfehlung des damaligen Kolonialministers Andrew Bonar Law der KCB verliehen. Während Borden dies in Tagebuchaufzeichnungen als „wohlverdient“ bezeichnete, war die Realität wesentlich komplexer und im Urteil der meisten Historiker weniger günstig für Hughes. Zu den Problemen seines Ministeriums zählten:
- schlechte Ausrüstung der CEF, darunter das im Grabenkrieg unbrauchbare Ross-Gewehr (für das sich Hughes seit Jahren starkgemacht hatte)
- Skandale bei der Beschaffung von Ausrüstung, in die Hughes möglicherweise zum Teil selbst verwickelt war, die er aber zumindest durch seine Stellenbesetzungen verursacht hatte
- Probleme der Integration des kanadischen Kontingents in das britische Expeditionsheer und bei der Unterbringung der kanadischen Truppen in England
- deutliches Nachlassen des Schwungs der Rekrutierungskampagne Anfang 1916

Borden versuchte, durch Beschneidung von Hughes’ Kompetenzen und Einsetzung von Experten in wichtigen Bereichen wie der Beschaffung einigen der Probleme zu begegnen, aber als Hughes 1916 begann, eigenmächtig die Politik des Premiers zu hintertreiben, war auch dessen Geduld erschöpft. Er schuf im Oktober 1916 ein eigenes Ministry of Overseas Military Forces für die Belange der CEF unter der Leitung George Halsey Perleys und verlangte wenig später Hughes’ Rücktritt, der am 11. November 1916 erfolgte. Hughes’ Nachfolger wurde Albert Edward Kemp. Sir George Eulas Foster, Handelsminister unter Borden, kommentierte: „Der Albtraum ist vorbei.“
Hughes, der weiterhin dem Parlament angehörte, versuchte im Frühjahr 1917 erfolglos, Unterstützung für eine dritte Partei zusammenzutrommeln, die die Einführung der Wehrpflicht zum Ziel haben sollte. Im Oktober 1918, während der entscheidenden Hunderttageoffensive, beschuldigte er den Kommandanten des Canadian Corps, Arthur Currie, in einem Brief an Borden, die „Leben kanadischer Jungs“ sinnlos zu opfern. Nach dem Krieg machte er diese Anschuldigungen öffentlich und verlangte ein Militärtribunal gegen Currie. Er nutzte dabei seine Immunität als Parlamentarier, um sich gegen ein mögliches Verfahren wegen übler Nachrede zu schützen. Der tiefere Grund für Hughes’ Verhalten ist vermutlich in dessen Eifersucht auf Curries Erfolge, verglichen mit dem relativen Misserfolg seines eigenen Sohnes Garnet Hughes als General, zu suchen.
In seinen letzten Lebensjahren ließ sich Hughes ein eindrucksvolles Sommerhaus in Glen Eagle, im Hochland des Haliburton County, errichten. Gesundheitlich schwer angeschlagen, zunehmend ans Bett gefesselt und unter perniziöser Anämie leidend, starb er im August 1921 in Lindsay.

## Nachwirkung
Die kanadische Regierung, vertreten durch den für das Historic Sites and Monuments Board of Canada zuständigen Minister, ehrte Hughes am 8. Mai 1969 für sein Wirken und erklärte ihn zu einer „Person von nationaler historischer Bedeutung“.